# Prado (ort i Brasilien, Bahia, Prado)
Prado är en ort i Brasilien.   Den ligger i kommunen Prado och delstaten Bahia, i den östra delen av landet, 900 km öster om huvudstaden Brasília. Prado ligger 11 meter över havet och antalet invånare är 15 464.
Terrängen runt Prado är platt. Havet är nära Prado österut. Det finns inga andra samhällen i närheten.